# Оливер Стоиљковић
Оливер Стоиљковић је српски поп и денс певач, музичар и композитор који је издао четири студијска албума. Био је члан група Црна ружа и Мерцедес бенд. Најпознатији је по хиту Избрисаћу трагове.

## Дискографија

### Албуми
- Уклет од љубави (1997, Сити Рекордс)
- Немој плакати (1999, Сити рекордс)
- У твојим очима (2001, Сити рекордс)
- Лавина (2002, ПГП РТС)[3]

### Синглови
- Ништа ново са нама (1998)
- Када те нема (1999)
- Избрисаћу трагове (1999)
- Одлазите (1999)
- Од камена (1999)
- Црни лабуд (2000)
- Ти и ја (2001)
- Ти ниси ту (2004)
- Љубав од папира (2013)
- Чувам те (2019)
- Не воли ме (2023)